# Temnoplodec černoplodý

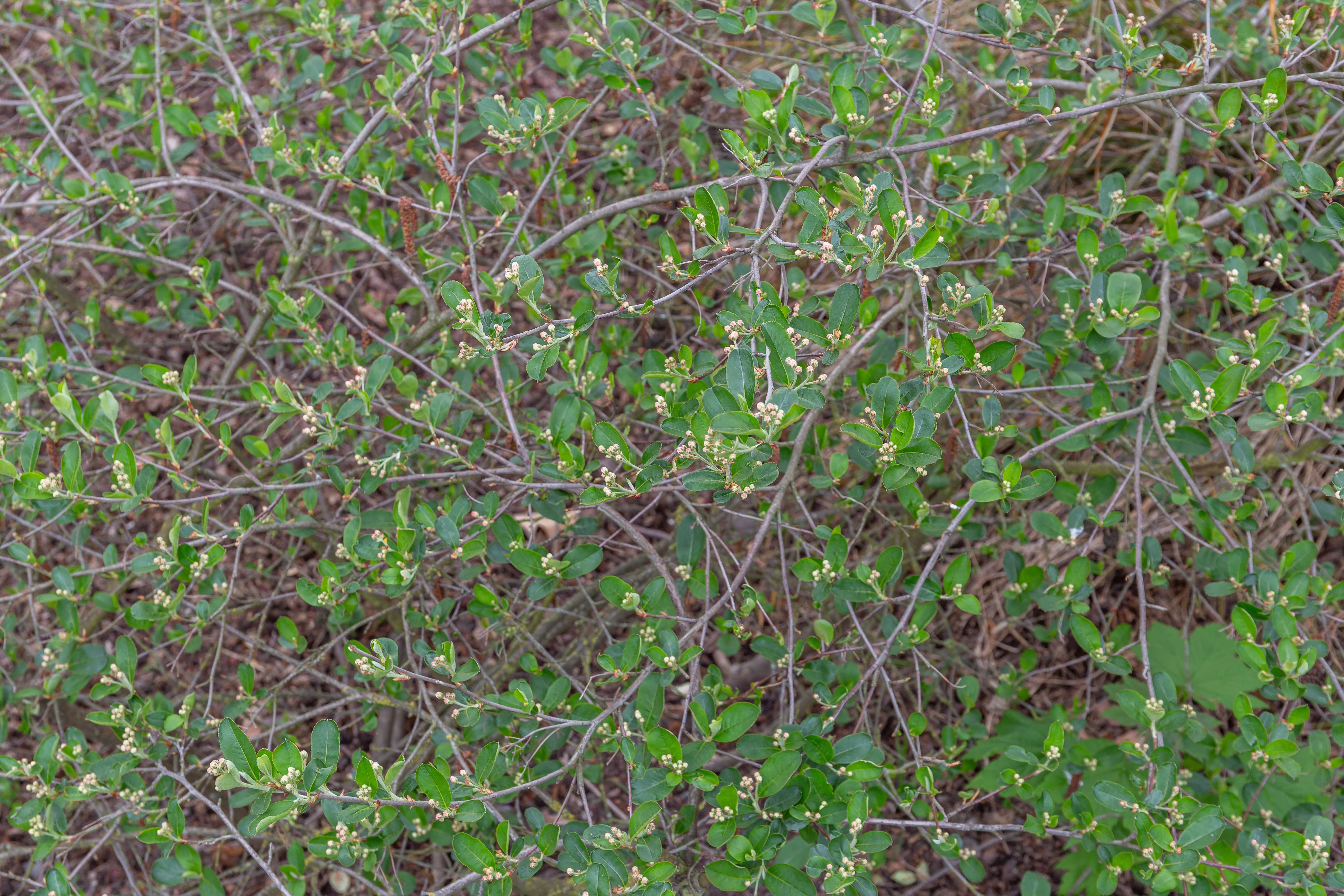
Část keře

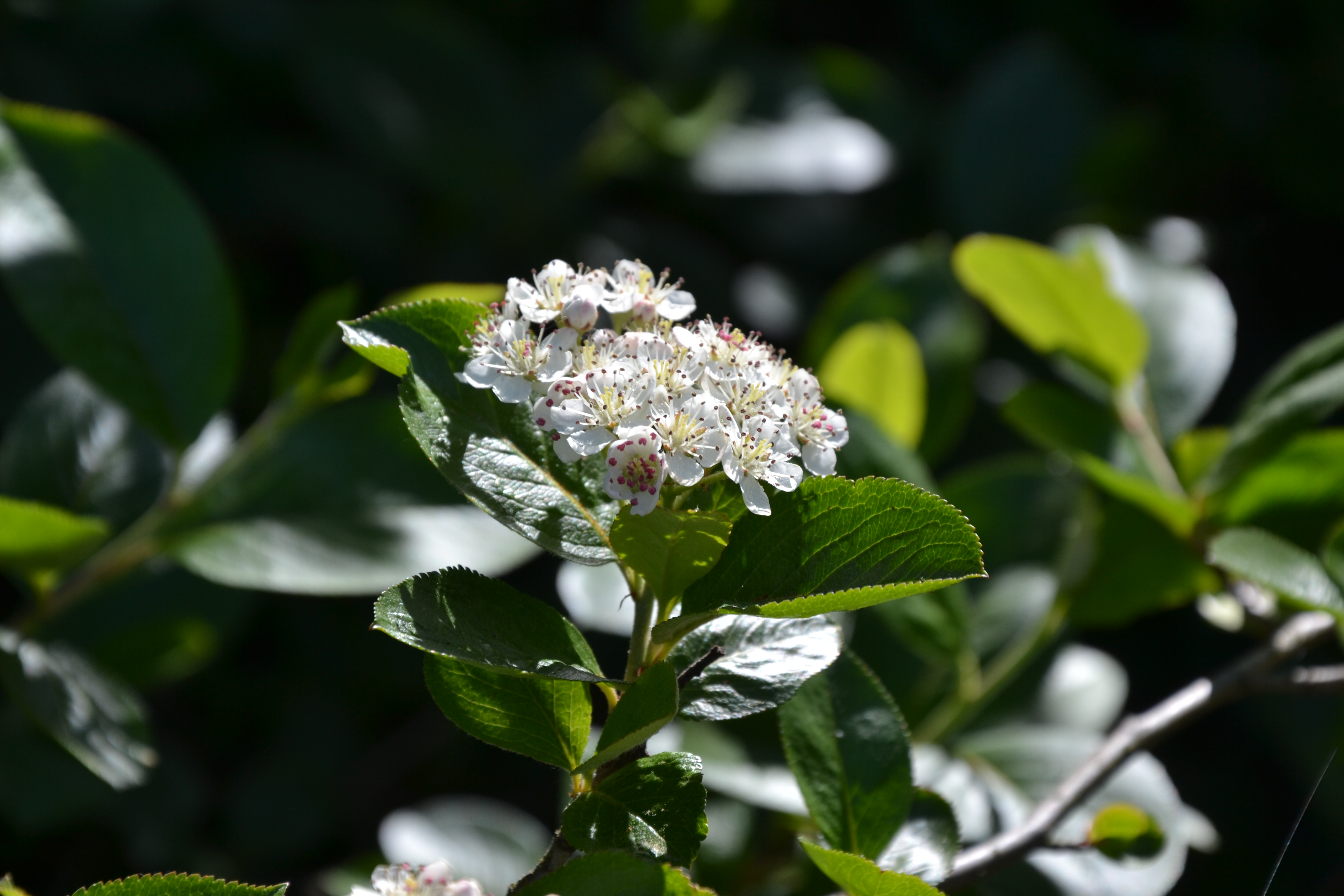
Květenství

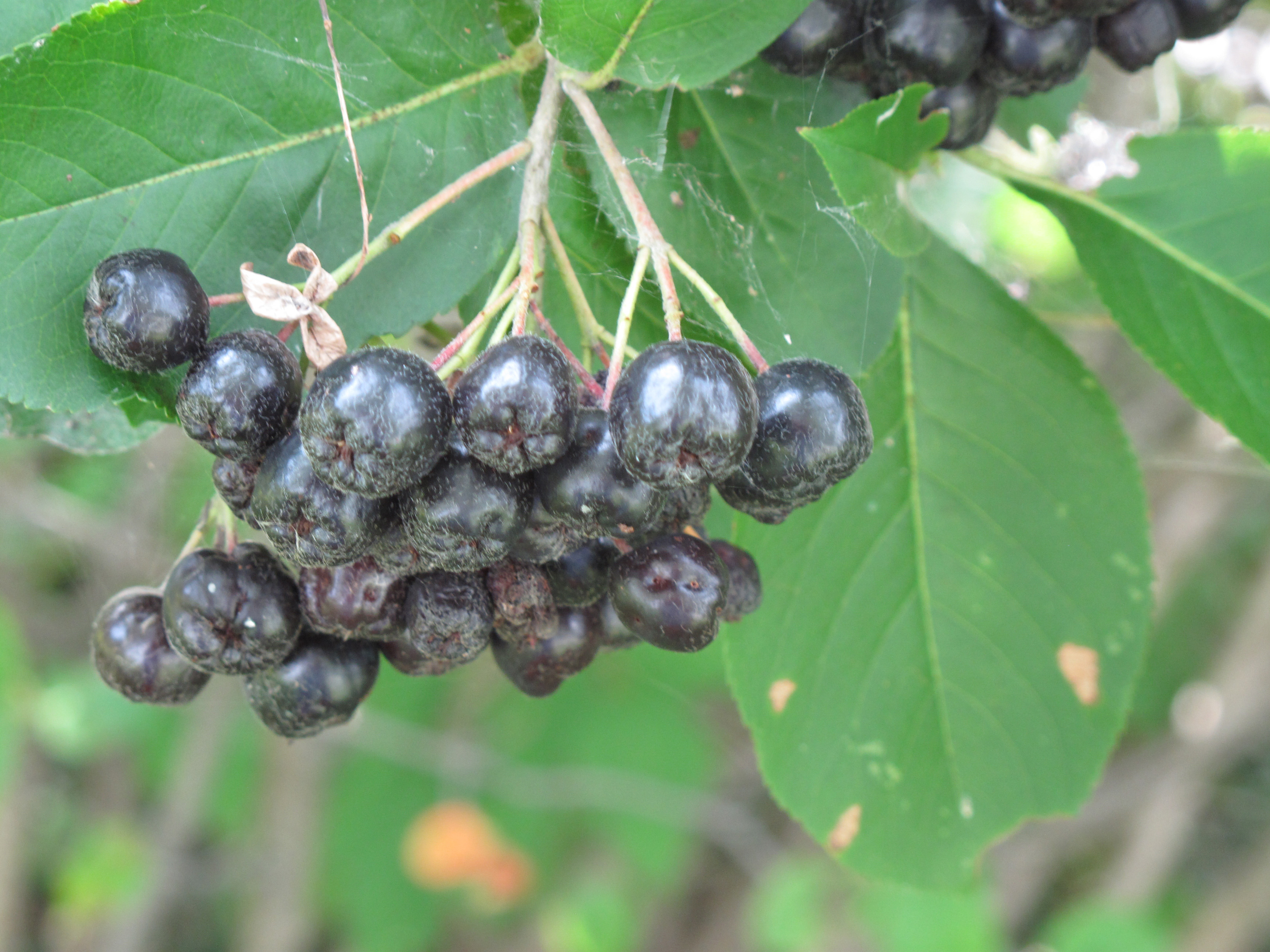
Plodenství

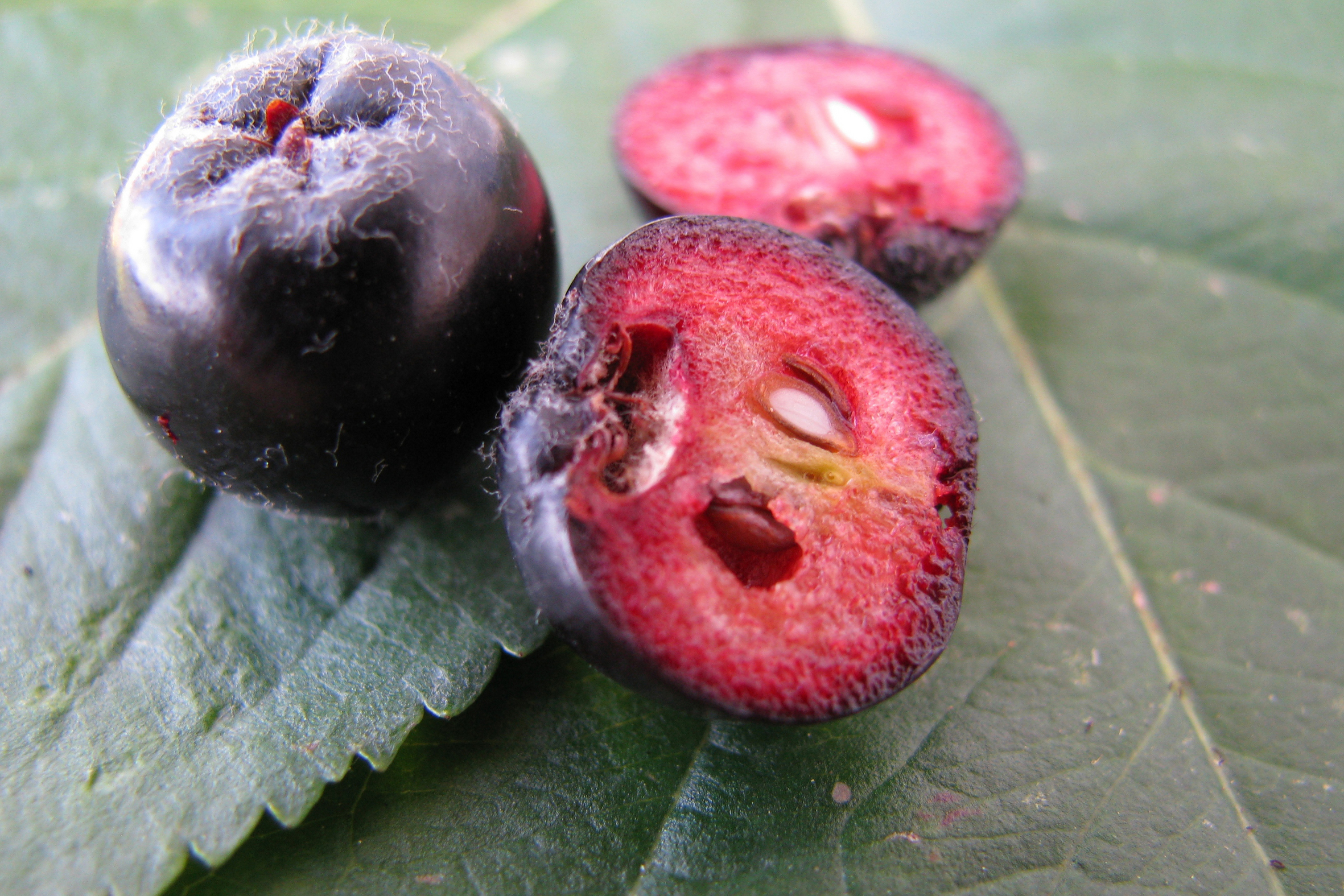
Plod se semeny

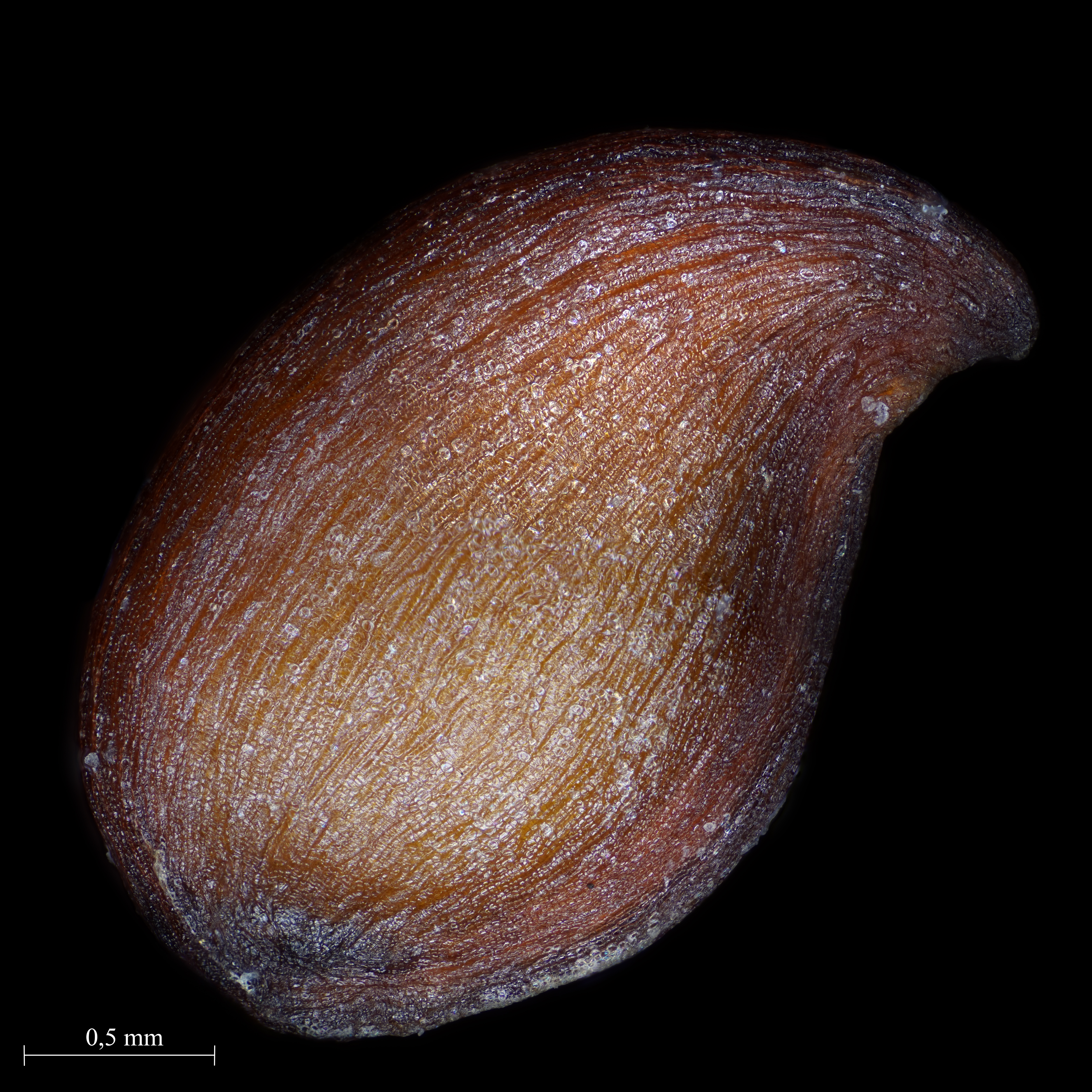
Semeno

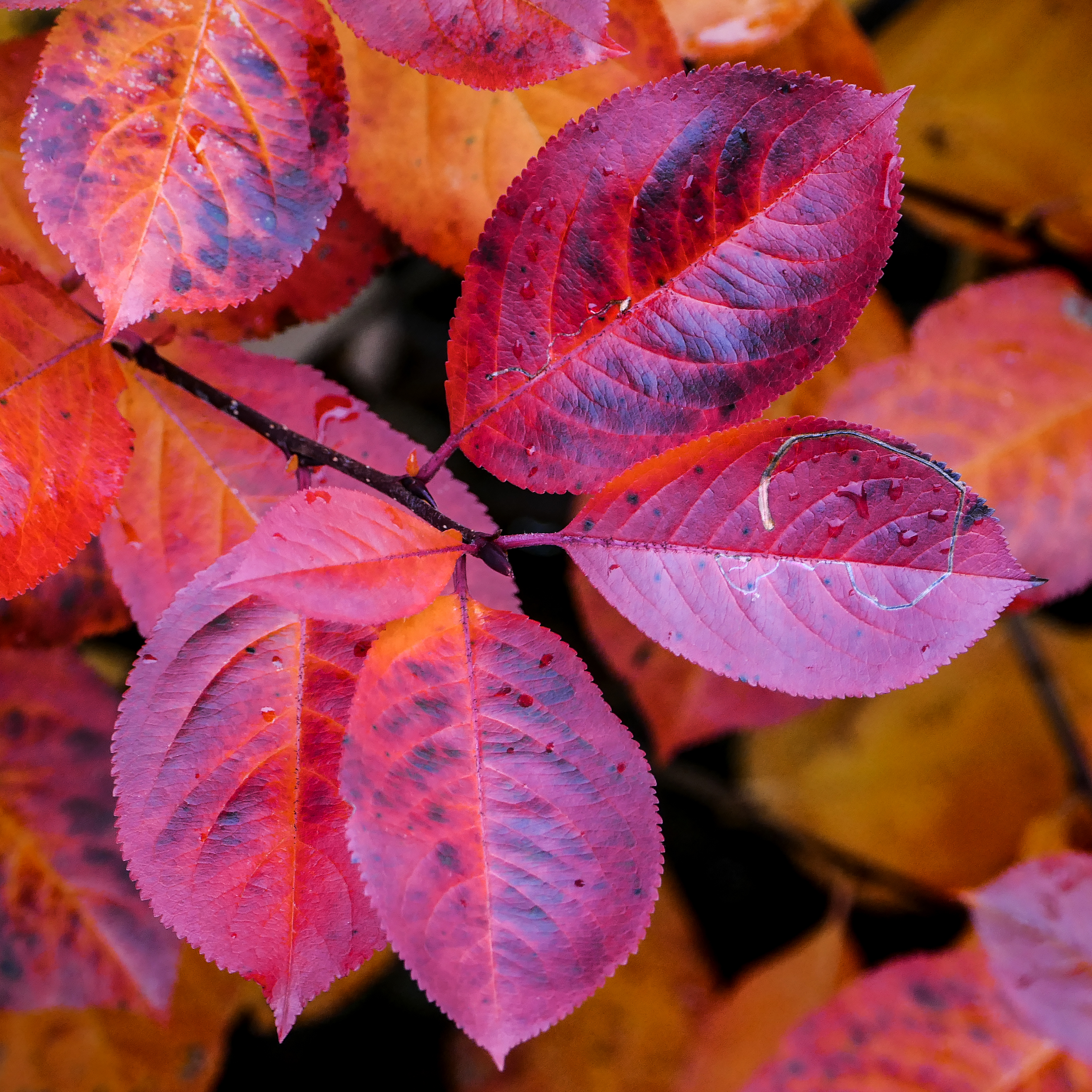
Podzimní listy

Temnoplodec černoplodý (Aronia melanocarpa) je hustě větvený beztrnný keř, dorůstající do výšky okolo 1,5 m, který pochází ze Severní Ameriky. Občas se naroubovaný na podnož jeřábu ptačího pěstuje jako nízký strom. Jeho drobné, tmavě zbarvené, dužnaté plody jsou sice poživatelné, ale chutnají natrpkle a uplatňují se hlavně v potravinářském průmyslu.
Rodové jméno Aronia pochází z řeckého pojmenování “aria“ pro velmi blízký rod jeřáb Sorbus. Druhové jméno melanocarpa je složenina ze slov pro černý “melano“ a pro ovoce “carpa“, odkazuje na barvu zralých plodů.

## Rozšíření
Opadavá, krátkověká dřevina je původní druh z východní části Severní Ameriky, kde roste v Kanadě a Spojených státech amerických. V Kanadě nejzápadněji zasahuje do provincie Ontaria a odtud východním směrem přes Québec až na ostrov Newfoundland. Ve Spojených státech je jeho areál ohraničen ze západu pomyslnou linií mezi státy Minnesota, Iowa, Missouri, Arkansas a Mississippi a z východu břehy Atlantského oceánu.
V roce 1900 jej ruský botanik a šlechtitel Ivan Vladimirovič Mičurin přivezl z Ameriky do tehdy carského Ruska, kde vyšlechtil několik kultivarů. Později se keř z tehdejšího Sovětského svazu rozšířil přes Ukrajinu a Polsko prakticky do celé Evropy. V československé šlechtitelské stanici ve Velkých Losinách byla vypěstována odrůda 'Nero', jenž bývá v Česku nyní nejčastěji vysazována. Má velké šťavnaté plody a vyniká velkou plodností, vznikla křížením mezi Aronia melanocarpa a Sorbus aucuparia. V současnosti se temnoplodec černoplodý pěstuje mimo Spojené státy a Kanadu nejvíce v Německu a ve střední a východní Evropě.

## Ekologie
V době zimního klidu je rostlina odolná mrazu až do -35 °C, preferuje sice slunná stanoviště a vlhčí oblasti, je ale poměrně odolná i vůči suchu. Tento fanerofyt dobře čelí průmyslovému znečištění, téměř nemá živočišných škůdců a také se mu daří i v mírně zasolené půdě, například nedaleko mořského pobřeží. Ve své domovině obvykle roste v blízkosti bažin, na rašeliništích, po okrajích rybníka, jezer a vodních toků, ve vlhkých lesích i na skalních výchozech. Vyskytuje se v nadmořské výšce až po 2000 m n. m. Preferuje půdu mírně kyselou nebo neutrální, jako ideální je uváděna s pH 5,5 až 6,5 a s dostatkem humusu, nesnáší zeminu vápnitou a jílovitou. Při dostatku vláhy může růst na plném slunci, jinak prospívá spíše v polostínu, přímé sluneční paprsky ale podporují podzimní vybarvení listů.
Ve středoevropském klimatu obvykle kvete v březnu až červnu a plody dozrávají od září po listopad. Vyznačuje se rychlým tempem růstu, jeho roční přírůstek do výšky i šířky bývá okolo 30 cm. Plody mají dlouhou dobu sklizně, okolo čtyř až šesti týdnů. Ve své domovině mívá ročně 1000 až 1400 mm srážek, dobré výnosy jsou možné od 700 až 800 mm, množství deště by nemělo být menší než 500 mm. Protože kvete po dobu přes dva týdny, může plodit i v lokalitách ohrožených pozdními jarními mrazíky. Má počet chromozomů 2n = 34 nebo 68.

## Popis
Temnoplodec černoplodý je keř vysoký od 50 po 150 cm a široký až 3 m, se vzpřímenými lysými letorosty, se šedou kůrou, bílými lenticelami a červenými pupeny i mladými větvičkami. Ze vzpřímených stonků hustě vyrůstá hodně větvících se výhonků, které keř silně zahušťují. Kořenový systém je vláknitý a roste poměrně nehluboko a ploše.
Listy s řapíky jsou jednoduché, vyrůstají střídavě a mají trojúhelníkovité palisty srostlé s řapíky. Jejich lesklé čepele jsou eliptické až obvejčité či podlouhle obkopinaté, bývají dlouhé 2 až 7 cm a široké od 3 po 4 cm, po obvodě jsou pilovitě zubaté, na vrcholu náhle zašpičatělé. Na lícní straně bývají tmavě zelené, na rubové světlejší a jemně chlupaté a na podzim se přebarvují do červenofialova nebo hnědočervena. Žilnatina je zpeřená, na středním žebru mají tmavé žlázky.
Květy jsou pětičetné, bílé, 10 až 20 mm velké, sladce vonné, rostou v krátkých květenstvích chocholících průměrně o patnácti krátce stopkatých květech, které kvetou až po rozvití listů. Kališní lístky jsou vzpřímené, trojúhelníkovité, vytrvalé. Korunní lístky jsou bílé až světle růžové, eliptické až okrouhlé a po opylení opadávají. V květu bývá šestnáct až dvaadvacet tyčinek se žlutými až purpurovými prašníky. Spodní vícedílný semeník vznikl z pěti plodolistů, uprostřed mezi prašníky se nacházejí čnělky s bliznami. Květy jsou samosprašné a poskytují hmyzím opylovačům nektar i pyl.
Plod je černě zbarvená, kulovitá, dužnatá, lysá, stopkatá malvice o průměru 6 až 13 mm a váze 0,5 až 2 g. Vyrůstají společně v plodenství, které u odrůdy 'Nero' čítá až patnáct plodů. Malvice má ve zralostí pevnou slupku kryjící tmavě fialovou dužinu s natrpklou chutí a mívá propadlý vrchol s vytrvalými kališními lístky. Uvnitř obsahuje pět až deset, asi 4 mm velkých, hnědých, tvrdých semen srpkovitého tvaru uzavřených v blanitých obalech. Svíravá chuť poněkud ustupuje po přejití plodů mrazem. Přezrálé plody zasychají na stromech nebo opadávají, jsou pochoutkou pro ptáky a drobné savce.

## Rozmnožování
Temnoplodec černoplodý se přirozeně rozmnožuje semeny, která většinou roznášejí ptáci hodující na plodech. Uměle se množí řízkováním nebo odkopky od mateřské rostliny, hřížením či rozdělením keře. Starší keře na málo osvětlených stanovištích se obvykle samy rozšiřují rozrůstáním kořenových odnoží, vytvářejí klonální kolonie. Druh však není považován za invazní dřevinu.

## Význam
Kvůli kyselé chuti a adstringentním vlastnostem se plody pouze zřídka používají k přímé konzumaci jako čerstvé ovoce, staly se ale oblíbenými především pro velkovýrobu šťáv, džemů, vín, likérů a pálenek. Čerstvé i sušené plody byly původními Američany používané k přípravě čaje při léčbě nachlazení a kůra sloužila jako adstringens. Plody obsahují až 60 % šťávy, která se dá využít k přibarvování vín, různých nápojů a kompotů, dají se také sušit a nepodléhají snadno plísni, kvasinkám ani bakteriální hnilobě.
Plody obsahují četné sloučeniny, jako jsou sacharidy, organické kyseliny, aminokyseliny, flavonoidy, minerály, vitamíny, aromatické sloučeniny a hlavně polyfenoly, které jsou nositeli charakteristické chuti, vůně, barvy, nutriční hodnoty a antioxidační aktivity a pravděpodobně hrají preventivní roli při rozvoji rakoviny a srdečních chorob. Jsou uznávané jako cenný zdroj antokyanů, jedné z nejrozšířenějších rodin přírodních pigmentů v rostlinné říši, které se používají jako bezpečné přírodní potravinářské barvivo s vlastnostmi prospěšnými pro zdraví. Běžně obsahuje i hodně jodu, hořčíku, fosforu, železa a vitamínu C, vitamínu K a rutinu, který zlepšuje pružnosť a propustnost cévních stěn. Ovoce je také zdrojem pektinu sloužící k zahušťování džemů.
Temnoplodec černoplodý je dřevinou vhodnou pro městské zahrady, kde jim nevadí znečistěné prostředí. Je poměrně atraktivním rostlinou jak v době květů, tak i na podzim svými vybarvenými, tmavě načervenalými listy a černými plody. Hodí se i jako podrost k vysokým, vzrostlým stromům. V zimním období přitahuje množství ptáků slétajících se na visící plody, ty spadlé sežerou drobní pozemní savci, lišky i zajíci. Semena obvykle zvířata nestráví a jsou tak nechtěně jejich rozšiřovateli. V létě je také dobrou medonosnou rostlinou, její květy v době kvetení hojně navštěvují včely a čmeláci.